# Slava Raškaj
Slava Raškaj, född 1877, död 1906, var en kroatisk målare. Hon har kallats för Kroatiens främst akvarellmålare under sin samtid, och deltog i flera internationella utställningar under 1890-talet. 